# Fenomenologie (věda)
Pojem fenomenologie v moderní vědě, zejména ve fyzice, označuje soubor znalostí, které dávají do souvislosti různá empirická pozorování jevu, jsou konzistentní se základní teorií, ale nejsou z teorie přímo odvozené.
Fenomenolog v podstatě hledá jednoduché algebraické výrazy, které věrně modelují výsledky pozorování na různých škálách (energetických, prostorových, časových) a lze je použít i k předpovídání výsledků dalších experimentů. Nicméně tyto výrazy nemohou být (či jen zatím nebyly) logicky odvozeny z teorie platné pro danou třídu jevů. Například Max Planck považoval svůj vyzařovací zákon pro černé těleso za pouhý fenomenologický vztah nemající opodstatnění v teorii, ale později se ukázalo, že je důsledkem nově vznikající kvantové teorie.
Jiný výklad fenomenologie je, že jde o přechod mezi experimentem a teorií. Je více abstraktní a obsahuje více logických kroků než experiment, ale je na experiment vázána těsněji než teorie. Hranice mezi teorií a fenomenologií či mezi fenomenologií a experimentem nejsou ostré a do určité míry závisí na porozumění a intuici vědce, který o nich hovoří.
Většina vědců by se shodla, že fenomenologické modelování jevu nepředstavuje opravdové porozumění jevu, ale přesto má ve vědě významnou roli.
Filozofka Nancy Cartwright zastává názor, že neexistují skutečné přírodní zákony, a považuje v podstatě celou vědu za fenomenologii.

## Vizte též
- fenomenologie v kontextu filozofie